# Zoologia nevertebratelor
Zoologia nevertebratelor este o ramură a zoologiei ce se ocupă cu studierea animalelor nevertebrate, structura și dezvoltarea lor, precum și cu mediul lor de trai. 

## Ramuri
- Arahnologie - știința ce studiază arahnidele:
  - Scorpionologie - știința ce studiază scorpionii;
  - Araneologie - știința ce studiază păianjenii;
  - Acarologie - știința ce se ocupă cu studiul căpușelor.
- Entomologie - știința ce se ocupă cu studiul insectelor:
  - Coleopterologie - știința ce se ocupă cu studiul gândacilor;
  - Dipterologie - știința ce se ocupă cu studiul muștelor;
  - Odonatologie - știința ce se ocupă cu studiul libelulelor;
  - Hemipterologie - știința ce se ocupă cu studiul hemipterelor;
  - Izopterologie - știința ce se ocupă cu studiul termitelor;
  - Lepidopterologie - știința ce se ocupă cu studiul fluturilor și moliilor;
  - Apiologie - știința ce se ocupă cu studiul albinelor;
  - Mirmecologie - știința ce se ocupă cu studiul furnicilor;
  - Ortopterologie - știința ce se ocupă cu studiul lăcustelor;
  - Trihopterologie - știința ce se ocupă cu studiul trihopterelor;
  - Vespologie - știința ce se ocupă cu studiul viespilor.
- Miriapodologie - știința ce se ocupă cu studiul miriapodelor.
- Malacologie - știința ce se ocupă cu studiul moluștelor:
  - Concologie - știința ce se ocupă cu studiul cochiliei moluștelor;
  - Limacologie - știința ce se ocupă cu studiul limacșilor;
  - Teutologie- știința ce se ocupă cu studiul cefalopodelor.
- Nematologie - știința ce se ocupă cu studiul nematodelor.
- Carcinologie - știința ce se ocupă cu studiul crustaceelor:
  - Astacologie - știința ce se ocupă cu studiul racilor;
  - Cirripedologie - știința ce se ocupă cu studiul ciripedelor (crustacee parazite);
  - Copepodologie - știința ce se ocupă cu studiul copepodelor.
- Paleontologia nevertebratelor - știința ce se ocupă cu studiul fosilelor nevertebratelor.
- Helmintologie - știința ce se ocupă cu studiul viermilor (helminților) (trematode, cestode, monogenee, nematode parazite), în special cei paraziți și mijloacele de profilaxie/combatere.
- Cnidariologie - știința ce se ocupă cu studiul cnidrienilor (hidre, meduze și corali).